# Virslīga 1932
L'edizione 1932 del Virslīga fu la 12ª del massimo campionato lettone di calcio; fu vinta dall'ASK Riga, giunto al suo primo titolo.

## Formula
Il campionato era disputato da otto squadre che si incontrarono in turni di andata e ritorno, per un totale di 14 incontri per squadra; erano previsti due punti per la vittoria, uno per il pareggio e zero per la sconfitta.

## Avvenimenti
Al termine di una stagione molto equilibrata, le due storiche rivali RFK e Olimpija Liepaja si ritrovarono al terzo e quarto posto: per la prima volta, quindi, fatta eccezione per le prime due stagioni, non sarebbero state loro a vincere il titolo.
Con il pari merito tra ASK e Wanderer fu necessario disputare uno spareggio (anche in questo caso si trattò di una prima volta): a vincere per 3-1 fu l'ASK.

## Classifica finale
|                     | Pos. | Squadra          | Pt | G  | V | N | P  | GF | GS | DR  |
| ------------------- | ---- | ---------------- | -- | -- | - | - | -- | -- | -- | --- |
| Lettonia (bandiera) | 1    | ASK Rīga         | 20 | 14 | 8 | 4 | 2  | 37 | 15 | +22 |
|                     | 2.   | Rīga Vanderer    | 20 | 14 | 9 | 2 | 3  | 24 | 17 | +7  |
|                     | 3.   | RFK Riga         | 19 | 14 | 9 | 1 | 4  | 45 | 21 | +24 |
|                     | 4.   | Olimpija Liepāja | 17 | 14 | 8 | 1 | 5  | 38 | 16 | +22 |
|                     | 5.   | JKS Riga         | 11 | 14 | 5 | 1 | 8  | 20 | 25 | -5  |
|                     | 6.   | Union Rīga       | 10 | 14 | 4 | 2 | 8  | 16 | 32 | -16 |
|                     | 7.   | Amatieris Riga   | 8  | 14 | 4 | 0 | 10 | 14 | 42 | -28 |
|                     | 8.   | LSB Riga         | 7  | 14 | 2 | 3 | 9  | 14 | 40 | -26 |

### Spareggio per il titolo
| Squadra 1 | Risultato | Squadra 2     |
| --------- | --------- | ------------- |
| ASK Rīga  | 3 - 1     | Rīga Vanderer |